# ГЕС Вішнупраяг
ГЕС Вішнупраяг — гідроелектростанція на півночі Індії у штаті Уттаракханд. Знаходячись перед ГЕС Вішнугад-Піпакоті, становить верхній ступінь каскаду на річці Алакнанда, лівій твірній Гангу.
У межах проекту річку перекрили бетонною гравітаційною греблею висотою 23 метри та довжиною 70 метрів, яка потребувала 73 тис. м3 матеріалу. Вона утримує невелике водосховище з площею поверхні 2 гектари та об'ємом 148 тис. м3 (корисний об'єм 76 тис. м3).
Зі сховища ресурс спершу потрапляє у дві підземні камери для видалення осаду розмірами 160х16х10 метрів, після чого транспортується через прокладений під правобережним масивом дериваційний тунель довжиною 11,3 км з діаметром 4 метри. По завершенні він переходить у напірний водовід діаметром 3,5 метра, який у підсумку розгалужується на чотири по 1,9 метра (загальна довжина водоводів становить 1,5 км). У системі також працює вирівнювальний резервуар висотою 143 метри з діаметром 8 метрів.
Споруджений у підземному виконанні машинний зал має розміри 122х19 метрів при висоті 38 метрів. Крім того, існує окреме підземне приміщення для трансформаторів розмірами 103х14 метрів при висоті 22 метри.
Основне обладнання станції становлять чотири турбіни типу Пелтон потужністю по 120 МВт, які використовують напір у 948 метрів та забезпечують виробництво 1774 млн кВт-год електроенергії на рік.
Відпрацьована вода відводиться до річки по тунелю довжиною 1,9 км з перетином 5,6х6,2 метра, потрапляючи до Алакнанди за 25 км нижче за течією від греблі.
Видача продукції відбувається по ЛЕП, розрахованій на роботу під напругою 400 кВ.